# Industrie in der Gemeinde Fels
Dieser Artikel beschreibt die Industrie in der luxemburgischen Gemeinde Fels.

## Textilindustrie in der Fels

### Geschichte
Die Textilindustrie in der Gemeinde Fels geht bis auf das 14. Jahrhundert zurück, wo die Tuchmacherei unter Johann II. von Fels bereits einen Aufschwung erlebte. Im Jahre 1343 erhielt Johann II. von Johann der Blinde, König von Böhmen und Graf von Luxemburg, vier Webstühle. Dies ist besonders bemerkenswert, da sich andere Gemeinden einen Webstuhl teilen mussten. Die Tuchmacherei bediente sich der nationalen Landwolle und erstellte in mühsamer Handarbeit das Tuch. Der größte Umsatz wurde durch die Produktion für die Armee gemacht, wie zum Beispiel im Jahr 1749, als Maria Theresia von Österreich anordnete, dass „sämtliches Tuch fürs Heer im Lande gekauft wurde. Zwischen 1750 und 1790 zählte man in Fels etwa 15 bis 20 Tuchmacherfamilien. Sie produzierten jährlich mehr als 20.000 Meter Stoff für das österreichische, später für das französische Heer“.
Nachdem die Tuchmacherei während der Französischen Revolution in eine schwere wirtschaftliche Krise geraten war, etablierten sich ab 1820 in Fels 15 Fabriken, von der Spinnerei bis zur Kleiderfabrik.

### Fabriken
Die ab dem 20. Jahrhundert in Fels dominierenden Fabriken, unter anderem die Tuchfabrik „Draperies de Larochette S.A.R.L“
, die Kleiderfabrik „Vestimenta S.A.“ und die Kleiderfabrik „J.P. Ginter-Ginter“, durchliefen fast alle dem gleichen wirtschaftlichen Kurs.
Die Textilindustrie des 19./20. Jahrhunderts erlangte einen ersten Aufschwung durch den Ersten Weltkrieg und die Herstellung von Uniformen für das Militär. Nach dem Krieg hielt sich z. B. die Kleiderfabrik „Vestimenta S.A.“ mit der Herstellung von Arbeitsuniformen für Post und Bahn über Wasser.
Als der Zweite Weltkrieg ausbrach, wurden die Textilfabriken beschlagnahmt und mussten ihre Herstellung wieder auf das Militär umstellen. In der Nachkriegszeit entstand eine große Nachfrage an Hosen und Berufsbekleidung, was der Textilindustrie eigentlich zu ihrer Blütezeit verhalf. Das Aufkommen der Jeans, die Verdrängung durch Großkonzerne und die Abschaffung von Zoll- und Lizenzpflicht für billige Hosen aus Entwicklungsländern machten der Textilindustrie stark zu schaffen. So kam es schlussendlich zur Schließung der letzten Textilfabrik, der „Kleiderfabrik J.P. Ginter-Ginter“
, im Jahr 1985, nach 111-jähriger Tätigkeit.

### Vestimenta S.A.
1920 wurde das Gebäude der ehemaligen Drahtzieherei „Trefila“ von Herrn Edgar Delmarque zur Fabrik für Berufskleidung umgebaut. Mitte der 30er Jahre gelangte die Fabrik in den Besitz der jüdischen Geschäftsmänner Hermann Margulis und Eric Lewandowski, die nach der deutschen Invasion im Mai 1940 gezwungen wurden, mit 300 anderen jüdischen Mitbewohnern Luxemburg zu verlassen. Der Betrieb wurde ebenfalls sofort beschlagnahmt.
Der Besitzanspruch der Fabrik war unsicher. Die Deutschen wollten ihren eigenen Zivilverwalter einsetzen, jedoch war dies nicht möglich, da 75 % der Aktiengesellschaft den Amerikanern gehörten. Somit bestimmten Letztere einen Herrn Holland als Verwalter der Fabrik.  Nach dem Krieg, im Mai 1945, kehrten die ursprünglichen Besitzer Margulis und Lewandowski aus dem französischen Exil  bei Cavaillon zurück und bauten die Fabrik wieder von Neuem auf. Durch die große Nachfrage an Hosen in den Nachkriegsjahren mussten die Räumlichkeiten 1952 erweitert werden und neue Maschinen gekauft werden. „Der Produktionsplan begriff die Herstellung jeglicher Art von Hosen und Berufskleidung.“ Die Zeitspanne von 1952 bis 1962 stellt die Blütezeit der „Vestimenta S.A.“ dar, in der sie zur größten Kleiderfabrik in der Fels aufstieg.  Bis zum Anfang der Krise im Jahr 1962 hatte sich die „Vestimenta Hose“ einen Namen im Luxemburger Land gemacht. Trotz zahlreicher Versuche, mit dem internationalen Markt mitzuhalten, holten die Billigpreise aus den Entwicklungsländern und die internationalen Großkonzerne die luxemburgische Fabrik ein.  Man versuchte sich durch Kurzarbeit und mit einer kleinen Angestelltenzahl von dreißig Mann über Wasser zu halten, jedoch musste die Kleiderfabrik „Vestimenta S.A.“ ihre Türen im Oktober 1984 schließen.

### Draperies de Larochette s.à.r.l
1856 wurde die Fabrik in der Scheerbach von Jean und Charles Knaff erbaut. Die Spinnerei musste zwischenzeitlich (1856–1870) in Ernzen beherbergt werden, da die Scheerbach nicht genug Wasserkraft lieferte, um auch der Spinnerei eine Wasserversorgung zu liefern.  Erst nach 1971 konnte die Spinnerei im eigentlichen Fabrikgebäude untergebracht werden, durch die Anschaffung einer Dampfmaschine. 1894 musste die Tuchfabrik Konkurs anmelden und ging 1906 bei einer Versteigerung in den Besitz der Familie Ginter über. Mit Herrn August Ginter als Leiter wurde die Fabrik auf den Namen „Draperies de Larochette s.à.r.l“ umgetauft und erhielt eine rundum Modernisierung. „Man webte jetzt Tirteys, Flanell, Loden, Cachat und Molletontuche, sowie Decken in allen Farben“. Während des Ersten Weltkrieges produzierte die Fabrik für das deutsche Heer. Am 26. Oktober 1915 wurde die „Draperie“ von einem schweren Schicksalsschlag ereilt: Die Spinnerei brannte vollständig ab.  1920 waren die Innenausstattung und die Spinnerei der Tuchfabrik wieder auf Kurs und der Betrieb lief problemlos. Nach der Übernahme von Paul Ginter in 1932 und dem Einbruch des Zweiten Weltkrieges stand die Fabrik erneut unter deutschen Kommando. Genau wie bei der Kleiderfabrik „Vestimenta S.A.“ kann man auch hier die Nachkriegsjahre als die besten Jahre der Fabrik beschreiben.  Anfang der 50er Jahre spezialisierte man sich auf die Produktion von Uniformstoffen für „die Verwaltungen des Landes, wie Armee, Post, Eisenbahn usw., was sich bald zu einem festen Bestandteil der Produktion entwickelte“. 1962 wurde dann die Spinnerei stillgelegt wegen Mangel an Verwendung. „Die „Jeans“ und der „Anorak“ verdrängten damals Flanellhose und Sportsakko.“
Das unerfreulichste Ereignis kam 1967 mit der Abschaffung der Armee. Die Armeelieferungen hatten bis dahin zwei Drittel der Produktion ausgemacht und deren Einbuße versetzte der Fabrik den Todesstoß. Am 10. März wurde die „Draperies de Larochette s.à.r.l“ geschlossen oder um es mit den Worten von Georges Ginter zu sagen „An jenem Tag um 17.30 Uhr verstummte in Fels für immer das Getöse der Webstühle.“

## Ernzer Steinbrüche

### Geschichte

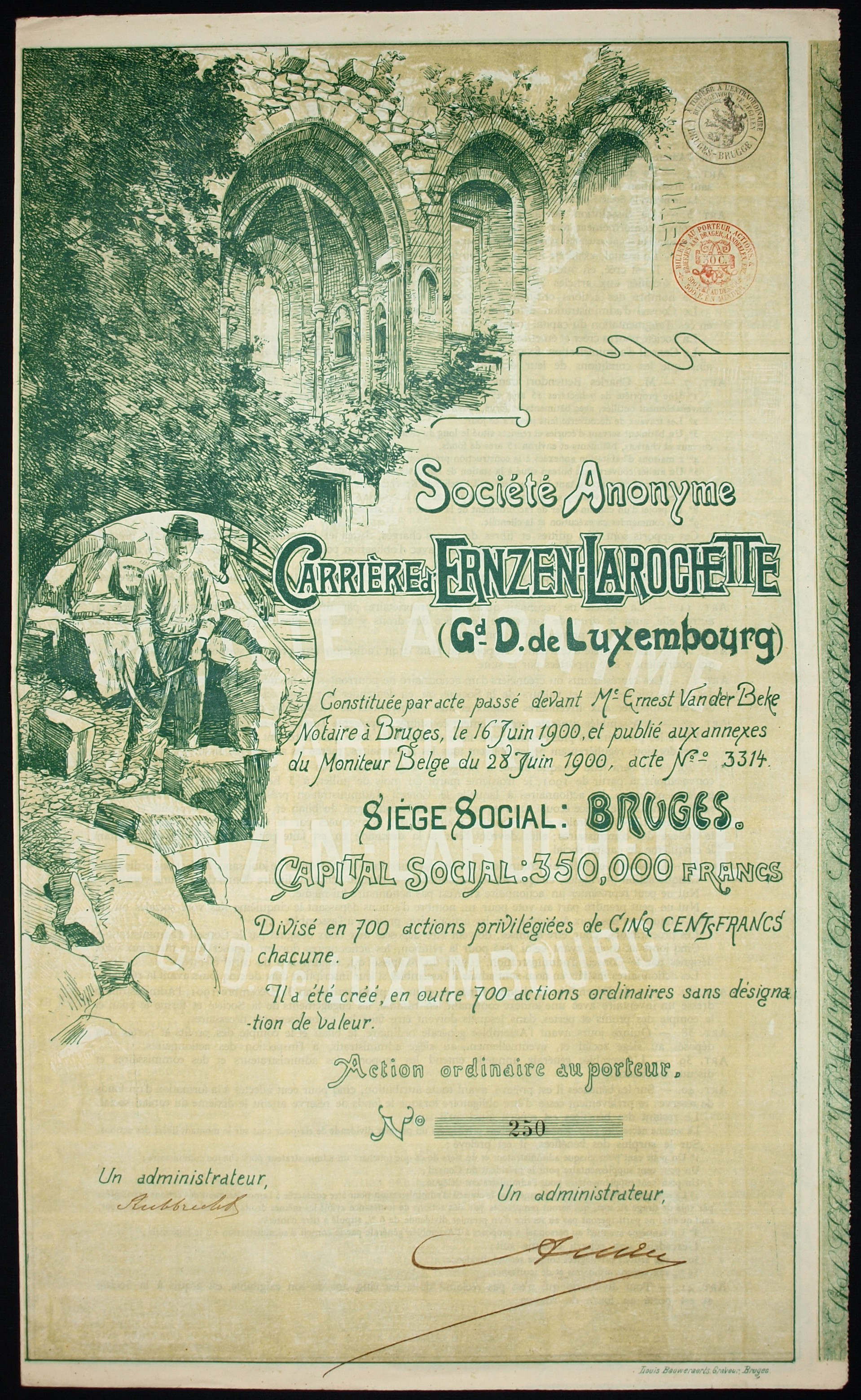
Gründeraktie der S.A. Carrière d’Ernzen-Larochette vom 28. Juni 1900

Der Sandstein der Gemeinde Fels wird seit langem von den Bewohnenden der Region benutzt. Als Luxemburg im 19. Jhd. schlussendlich die Unabhängigkeit erlangte, erreichte das Land auch seine wirtschaftliche Blühe. Ernzen war damals auf internationaler und nationaler Ebene noch nicht von großer Bedeutung. Jedoch schien es, dass der Prinz Prosper von Arenberg die Steine vom Ernzerberg zum Umbau seines Meysemburger Schlosses nutzte. Durch die aufkommende Tätigkeit im Textilbereich und der Industrialisierung, erschien die Gemeinde Fels als der unmittelbare Zweck, dank seinem unlimitierten Aufschub an Material.
Die Steinbrüche auf dem Ernzerberg wurden 1897 vom Industriellen Charles Bettendorf erworben, der schlussendlich sieben ha dieser Umgebung kaufte. Um 1900 wurde somit die S.A. Carrière d’Ernzen-Larochette gegründet, deren Sitz sich in Brügge befand.
Die Gründung der Firma S.A. Montfort 1899 war ebenfalls von großer Bedeutung für die Ernzer Steinbrüche, denn dank dieser konnte die fast ausschließlich in Handarbeit verfertigte Produktion nun mit Maschinenhilfe aufblühen. Schlussendlich übernahm 1913 die S.A. de Montfort den Steinbruch bis in die 50er Jahre.
Jedoch begann es ab 1914 schwierig für die Ernzer Steinbrüche zu werden, denn die Zahl der Mitarbeiter sank auf 51. Durch die militärische Besetzung stagnierten die Bauindustrien, da die militärische Industrie Vorrang hatte. Der Export war ebenso de facto inexistent.
Als dann 1930 der Hauptsitz der S.A. Monfort drohte, ihre Steinbrüche in Ernzen definitiv zu schließen, förderte der Staat schlussendlich mehrere Aufträge, sodass sich die Lage um 1932 deutlich verbessert hatte. Als dann schlussendlich der Zweite Krieg anbrach und die Firma als Feindbesitz eingestuft und somit enteignet wurde, wurde dem Steinbruch einen Großauftrag überliefert.
In der Nachkriegszeit befand sich die S.A. wieder in Schwierigkeiten.
In den 60er Jahren war die Zahl der Mitarbeitenden auf 25 gesunken. Dies ist erklärbar dadurch, dass in den modernen Bauten eher Metall, Beton und Glas gefragt wurde und nicht die Rohstoffe aus dem Steinbruch.
Schließlich erklärte sich 1979 die Firma Carrières Feidt dazu bereit die Gesellschaft aufzukaufen und die S.A. Monfort wurde aufgelöst.